# Televizní program
Televizní program je posloupnost jednotlivých pořadů a dalších částí vysílání určité televizní stanice.
Program sestavuje programové oddělení společnosti, která je za vysílání zodpovědná a v českém právu se označuje jako provozovatel vysílání, z pořadů vlastní výroby nebo zakoupených od jiných producentů. Program obvykle tvoří filmy, televizní seriály, zpravodajské, dokumentární, hudební, zábavné a soutěžní pořady, sportovní přenosy a další typy pořadů v závislosti na profilu určité televizní stanice. Jednotlivé pořady bývají odděleny (u komerčních stanic také přerušovány) reklamami a upoutávkami na další pořady.
V přeneseném významu bývá jako televizní program označován časopis nebo samostatně neprodejná příloha novin či časopisů, která divákům přináší přehledy více televizních programů, které jsou na daném území dostupné, včetně krátkých anotací i tematických článků. Přehledy televizních programů jsou zveřejňovány i na internetu, a to jako rubriky zpravodajských portálů i samostatné specializované weby.